# 오쏘에스터

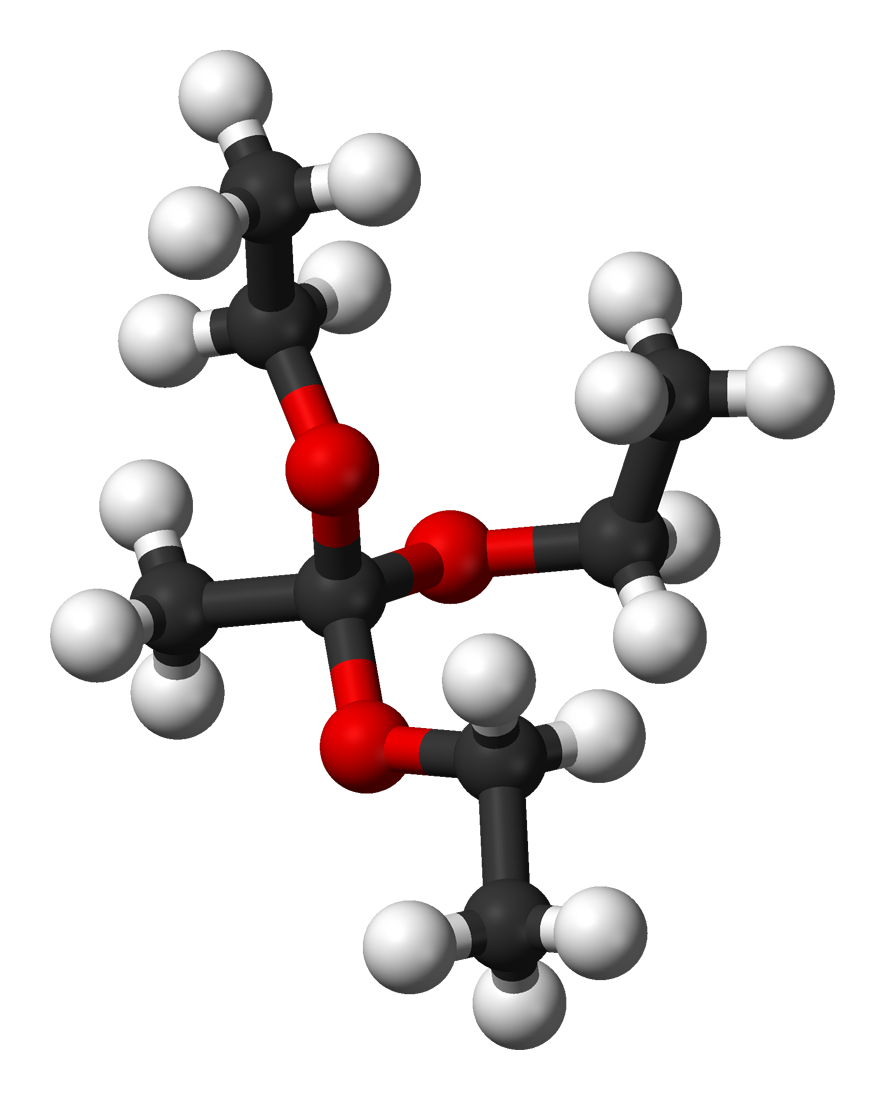
에틸 오쏘에스터의 3차원 볼 막대 모형.

오쏘에스터(Orthoester)은 유기 화학에서 공식 RC(OR’)3처럼 하나의 탄소 원자에 부착된 세 개의 알콕시기를 포함하고 있는 작용기이다.

### 현실에서 쓰이는 일반적인 오쏘에스터

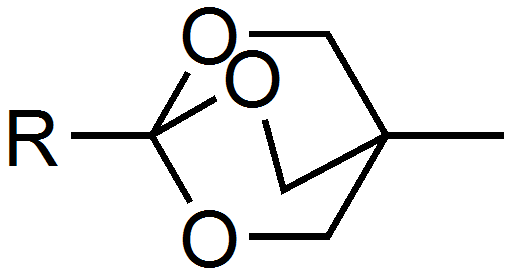
4-methyl-2,6,7-trioxa-bicyclo[2.2.2]octan-1-yl - alias OBO

## 반응

### 준비
RCN + 3 R’OH → RC(OR’)3 + NH3

### 가수분해
RC(OR’) 3 + H2O → RCO2R’ + 2 R’OH

## 같이 보기
- 산소산